# Эмпедрадо (Чили)
Эмпедрадо (исп. Empedrado) — посёлок в Чили. Административный центр одноимённой коммуны. Население — 2 499 человек (2002). Посёлок и коммуна входит в состав провинции Талька  и области Мауле.
Территория — 565 км². Численность населения — 4 142 жителя (2017). Плотность населения — 7,33 чел./км².

## Расположение
Посёлок расположен в 59 км на юго-запад от административного центра области города Талька.
Коммуна граничит:
- на севере — c коммуной  Конститусьон;
- на востоке — с коммуной Сан-Хавьер-де-Лонкомилья;
- на юге — c коммуной Каукенес;
- на юго-западе — c коммуной Чанко.

## Демография
Согласно сведениям, собранным в ходе переписи 2017 г  Национальным институтом статистики (INE),  население коммуны составляет:
| Полное население                          | Полное население                          | Полное население                          | Полное население                          | Полное население                          | 4 142 |
| ----------------------------------------- | ----------------------------------------- | ----------------------------------------- | ----------------------------------------- | ----------------------------------------- | ----- |
| в том числе:                              | Городское население                       | 3 008                                     | Процент городского населения, %           | 72,62                                     |       |
|                                           | Сельское население                        | 1 134                                     | Процент сельского населения, %            | 27,38                                     |       |
|                                           | Мужское население                         | 2 199                                     | Процент мужского населения, %             | 53,09                                     |       |
|                                           | Женское население                         | 1 943                                     | Процент женского населения, %             | 46,91                                     |       |
| Плотность населения, чел/км²              | Плотность населения, чел/км²              | Плотность населения, чел/км²              | Плотность населения, чел/км²              | Плотность населения, чел/км²              | 7,33  |
| Население коммуны в % к населению области | Население коммуны в % к населению области | Население коммуны в % к населению области | Население коммуны в % к населению области | Население коммуны в % к населению области | 0,40  |